# 業餘愛好者
業餘愛好者（法語：Amateur），一般指未经正式学习或培训，而对某种活动有特别的热情，对此有研究或已经拥有技术的人。与专业人士不同的是，业余爱好者一般不会从爱好活动中获得很多或很固定的收入，甚至不会获得任何收入。
业余爱好主义将完成一件事的目的从获得收入提高到为了满足自我兴趣，因此业余爱好者一般指运动项目中的某些非专业人士。
业余爱好者实际上经常作为褒义词或贬义词。因为他们本身并无参与专业训练。业余运动员如棒球和足球中的参与者一般与专业人士有较大差距。但他们也因此不会太注重经济利益，并以开放的心态去参与活动。
并不追求经济利益从某方面来说也是对活动全力参与的一种承诺。1970年代以前的奥运规则都要求参与者是业余爱好者，以利益为主的参与者都会被认为是不合格的。吉姆·索普就是一个很好的例子。
很多业余爱好者都在开源运动中对电脑编程活动产生了巨大贡献。天文学、历史学、语言学、鸟类学等也有业余爱好者所作出的大量贡献。